# 努曼西亚德拉萨格拉
努曼西亚德拉萨格拉，是西班牙卡斯蒂利亚-拉曼恰托莱多省的一个市镇。总面积30平方公里，总人口4801人（2014年），人口密度162人/平方公里。